# Pycnocraspedum squamipinne
Pycnocraspedum squamipinne är en fiskart som beskrevs av Alcock, 1889. Pycnocraspedum squamipinne ingår i släktet Pycnocraspedum och familjen Ophidiidae. IUCN kategoriserar arten globalt som livskraftig. Inga underarter finns listade i Catalogue of Life.